# Regole di Woodward-Fieser
Le regole di Woodward, meglio note come Regole di Woodward-Fieser e talvolta come Regole di Woodward-Fieser-Scott, sono un set di regole ricavate empiricamente sulla base di osservazioni fatte su numerosi spettri ottenuti nella regione dell'UV-Visibile. Il loro scopo è predire la lunghezza d'onda dl massimo assorbimento λmax per un dato composto.
I parametri utilizzati per queste previsioni sono il tipo di cromoforo/i presente/i, i sostituenti legati ad essi e gli spostamenti causati dal solvente.  I composti principalmente studiati sono i composti carbonilici coniugati,  i dieni coniugati e i polieni (questi ultimi composti contenenti più di due doppi legami carbonio-carbonio).

## Storia
Tra la fine degli anni Trenta e l'inizio degli anni Quaranta del secolo scorso Robert Burns Woodward notò una correlazione tra la struttura di composti coniugati e i loro massimi di assorbimento. Nel 1945 Woodward, tramite l'analisi di numerosi spettri UV-vis di dieni coniugati, dedusse delle basilari regole empiriche che consentono di calcolare λmax della transizione π-->π* attribuendo un valore base al diene e poi aggiungendoci dei contributi dovuti ai vari sostituenti o a particolari conformazioni. Queste regole nel 1959 furono rivisitate da Louis Fieser e nel 1963-1964 da Alastair Ian Scott (docente della University of British Columbia), dai quali furono perfezionate e aggiornate.
Per polieni che hanno oltre quattro doppi legami coniugati si deve ricorrere alle più specifiche regole di Fieser-Kuhn.

## Utilizzo
In breve queste regole stabiliscono che:
λmax = valore di base + contributo dei sostituenti + contributo di altri tipi
Un gruppo di regole di Woodward-Fieser è riportato nella tabella 1, relativa ai dieni.
Esistono diversi tipi di diene:
- Diene lineare
- Diene omoannulare o cisoide: contiene doppi legami nello stesso anelloDiene omoannulare o cisoide
- Diene eteroannulare o transoide: contiene doppi legami in due anelli diversiDiene eteroannulare

Ulteriormente possiamo descrivere un doppio legame come:
- endociclico: entrambi gli atomi coinvolti nel doppio legame fanno parte dello stesso anello
- esociclico: se uno dei due atomi del doppio legame è condiviso tra due anelli.

| Caratteristica strutturale         | λmax (nanometri) |
| ---------------------------------- | ---------------- |
| Valore di base dieni eteroannulari | 214              |
| Valore di base dieni omoannulari   | 253              |
| Incrementi                         |                  |
| Coniugazione dovuta a un C=C       | + 30             |
| Sostituente alchilico o anello     | + 5              |
| Doppio legame esociclico           | + 5              |
| Gruppo acetato                     | + 0              |
| Gruppo etereo                      | + 6              |
| Gruppo tioetereo                   | + 30             |
| bromo, cloro                       | + 5              |
| ammina secondaria                  | + 60             |

Ulteriori tabelle si trovano a questo indirizzo 

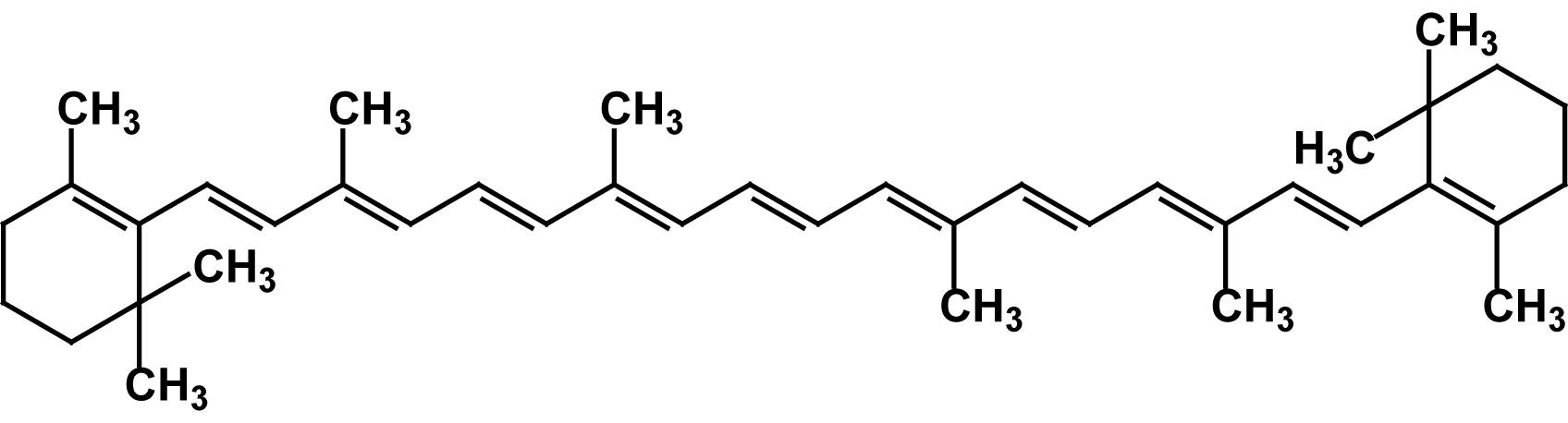
Struttura del β-carotene

Quando la coniugazione è molto estesa, la λmax sale così tanto da arrivare nel visibile. Composti fortemente colorati come il carotene e il licopene sono esempi di polieni coniugati noti come carotenoidi.

## Esempi
Un esempio guidato avvalendosi delle regole sopra esposte:
Un secondo esempio:
È un diene transoide per il quale λ vale 214 nm e presenta 3 gruppi alchilici ciascuno dei quali dà un contributo pari a 5 pertanto la λmax calcolata è pari a 214 + 3(5) = 229 nm
Facciamo un altro esempio con questi due composti:
Nel composto a sinistra il valore di base è 214 nm (è un diene eteroannulare). Questo diene ha quattro gruppi alchilici sostituenti (denominati 1, 2, 3, 4) e il doppio legame in un anello è esociclico rispetto all'altro (il che comporta l'aggiunta di altri 5 nm). Nel composto a destra, il diene è omoannulare con ancora 4 sostituenti alchilici. Entrambi i doppi legami si trovano nell'anello centrale e sono esociclici rispetto agli anelli adiacenti.